# Love,needing
〈Love,needing〉(러브 니딩)은 2005년 1월 26일에 발매된, 일본의 여성 가수 쿠라키 마이의 19번째 싱글곡이다. CD코드는 GZCA-4020이다.

## 개요
- 쿠라키 마이의 첫 셀트 프로듀스 작품이 되었다.
- 커플링곡인 〈내일로 이어지는 다리 (ballad ver.)〉는 2004년의 《제55회 NHK 홍백가합전》에서 불렸다.
- 본작은 편곡자에게 쿠라키로는 처음인 the★tambourines의 아사이 히로시를 기용하고 있다.
- 싱글은 지금까지 모든 것이 슬림형의 맥시 케이스였지만, 이번 작품에는 처음으로 주얼 케이스가 사용됐다.

## 수록곡
1. Love,needing (3:18)
  - 작사: 쿠라키 마이, 작곡: 오노 아이카, 편곡: 아사이 히로시
2. Moon serenade,Moonlight (4:29)
  - 작사: 쿠라키 마이, 작곡 · 편곡: 토쿠나가 아카히토
3. 내일로 이어지는 다리 (ballad ver.)(明日へ架ける橋 〜ballad ver.〜) (3:51)
  - 작사: 쿠라키 마이, 작곡 · 편곡: 토쿠나가 아키히토

18번째 싱글의 발라드 버전

## 참가 음악가
- 쿠라키 마이: 코러스 (#1,2)
- SATIN DOLL: 코러스 (#3)

## 수록 음반
- FUSE OF LOVE (#1)